# Stethispa
Stethispa là một chi bọ cánh cứng trong họ Chrysomelidae.
Chi này được miêu tả khoa học năm 1864 bởi Baly.

## Các loài
Các loài trong chi này gồm:
- Stethispa bonvouloirii Baly, 1864
- Stethispa bruchi Weise, 1906
- Stethispa chilensis Pic, 1933
- Stethispa confusa Baly, 1864
- Stethispa conicicollis Baly, 1864
- Stethispa crenutula Uhmann, 1938
- Stethispa elongata Pic, 1929
- Stethispa germaini Pic, 1927
- Stethispa gratiosa Baly, 1864
- Stethispa hastata (Fabricius, 1801)
- Stethispa impressicollis Pic, 1934
- Stethispa lineata Uhmann, 1935
- Stethispa lineaticollis Pic, 1927
- Stethispa longispina (Pic, 1927)
- Stethispa pallidior Pic, 1927
- Stethispa rudgeana Uhmann, 1938
- Stethispa rufospina Pic, 1929
- Stethispa unimaculata Pic, 1929